# Лойко Олексій Герасимович
Лойко Олексій Герасимович (17 лютого 1939, с. Городище, Житомирська область, УРСР — 23 червня 2009, м. Вінниця, Україна) — український історик, краєзнавець, кандидат історичних наук (з 1971 p.), професор (з 1997 p.).

## Біографія
Народився в багатодітній селянській родині. Дитинство проходило у тяжких умовах у зв'язку з німецько-радянською війною і голодомором 1947 р.
1945 пішов до школи, яку закінчив у 1956 р. Того ж року був призваний до лав радянської армії, а через три роки був демобілізованим і почав готуватися до вступу в університет.
Після успішних вступних іспитів Олексія було зараховано у 1959 р. на 1-й курс історичного факультету Київського державного університету імені Т. Г. Шевченка. Через п'ять років, в червні 1966 р. ім'я Олексія Лойка з'явилось у Почесній золотій книзі університету: він отримав диплом з відзнакою. За направленням Олексій Герасимович поїхав до Кривого Рогу і два роки працював асистентом кафедри марксизму-ленінізму гірничорудного інституту, зустрів свою другу половнику Раїсу Федорівну, вчительку географії. Там в місті гірників народилася донька Олена. Проте, молодий науковець мріяв про більше й у 1968 р. став аспіратом кафедри історії радянського суспільства історичного факультету своєї Alma-mater.
1 вересня 1971 р. починається вінницький період у житті Олексія Герасимовича, котрого «в зв'язку з закінченням аспірантури» направлено до Вінницького педагогічного інституту старшим викладачем кафедри історії КПРС та наукового комунізму. Вже у Вінниці О. Г. Лойко захищає кандидатську дисертацію: "Борьба рабочего класса и трудового крестьянства Украины за осуществление ленинского призыва «все для фронта, все для победы» в 1919 г." і поповнює ряди молодих учених республіки. З відновленням історичного факультету в 1973 р. стає старшим викладачем кафедри історії СРСР, читає курси історії середніх віків і допоміжних історичних дисциплін, отримує наукове звання доцента у 1977 р.
На факультеті Олексій Герасимович виконує ряд громадських доручень, працює куратором студентської академічної групи, зі своїми вихованцями здійснює поїздки до Ленінграда, Москви, Львова, Києва.
Здібного й активного викладача в 1978 р. призначено деканом історичного факультету, на цій посаді він працює до 1988 р., згодом обраний завідувачем кафедри історії СРСР і УРСР. Пізніше з розпадом СРСР виокремлюється окрема кафедра історії України і він стає її завідувачем.
За сумлінну працю на освітянській ниві 1977 р. О. Г. Лойко удостоєний по-чесного звання «Відмінник освіти», нагороджений Почесною грамотою Міністерства освіти України (1999 р.), урядовою медаллю Петра Могили (2000 р.), а 26 березня 1997 року вчена Рада інституту присвоює Олексію Герасимовичу вчене звання професора.
Помер Олексій Герасимович 23 червня 2009 року у м. Вінниці.

## Наукова робота
Досліджував стародавню, середнньовічну та новітню історію України, а також різні аспекти історії Поділля. Учасник міжнародних, всеукраїнських наукових, науково-практичних, регіональних історико-краєзнавчих конференцій. Науковий доробок Олексія Герасимовича становить понад 100 публікацій. Найбільші серед:
| № п/п | Назва праці                                                                                      | Назва, місце, рік видання                                                                       | Примітка     |
| ----- | ------------------------------------------------------------------------------------------------ | ----------------------------------------------------------------------------------------------- | ------------ |
| 1     | Всебічна підтримка Червоної Армії українським трудовим селянством у період боротьби з Денікінім. | Наукові праці Київського університету. Серія історія. — 1C, 1970.-№ 12.                         |              |
| 2     | 3 історії боротьби трудящих Київщини в роки громадянської війни.                                 | Наукові праці Київського університету. Серія історія. — К., 1970. — № 13.                       |              |
| 3     | Всенародна партизанська боротьба проти контрреволюції на Україні в 1919 р.                       | Вісник Київського університету. Серія історія КПРС. — К., 1971. — № 5.                          |              |
| 4     | XX з'їзд КПРС про радянський спосіб життя.                                                       | Методичні поради студентам. — Вінниця, 1976.                                                    | у співавтор. |
| 5     | XX з'їзд КПРС про радянський спосіб життя.                                                       | Методичний посібник для вчителів історії. — Вінниця, 1983.                                      |              |
| 6     | Історико-краєзнавча робота на історичному факультеті педагогічного інституту.                    | Республіканського навчально-методичного кабінету Міністерства народної освіти УPCP. — К., 1990. | у співавтор. |